# أليكساندر فرنانديز
أليكساندر فرنانديز (14 فبراير 1974 بالاموس إسبانيا - ) هو لاعب كرة قدم إسباني، يلعب كلاعب وسط.